# Штайнбергер, Адольф
Адольф «Драго» Штайнбергер (ивр. אדולף שטיינברגר‎; 15 февраля 1916, Загреб, Австро-Венгрия — 3 марта 1942, Балинка-Печ, Лика, Независимое государство Хорватия) — югославский военный деятель еврейского происхождения, участник Гражданской войны в Испании и Народно-освободительной войны Югославии. Политический комиссар 3-й роты 3-го батальона 2-го кордунского партизанского отряда. Народный герой Югославии (удостоен этого названия посмертно).

## Биография
Родился 15 февраля 1916 в Загребе. Очень рано вступил в революционную молодёжную организацию, скоро стал членом Союза коммунистической молодёжи Югославии. В Испании в качестве добровольца из интернациональной бригады воевал на стороне республиканцев в ходе гражданской войны и показал себя как храбрый и умелый боец. В 1938 году, находясь в Испании, вступил в Союз коммунистов Югославии. После завершения войны в Испании был депортирован в концлагерь во Франции. Во время вторжения вермахта во Францию сражался против немецких войск и попал в плен, однако в июле 1941 года бежал и пробрался в оккупированную Югославию.
Вернувшись в Югославию, немедленно перебрался в Загреб, а оттуда на освобождённую территорию Кордуна. Участвовал в организации первых партизанских отрядов в Перясице, Кестенце, Велюне, Клолоче и Кладуше. Крупнейший отряд под его личным командованием базировался в Шливняке. В войне проявил себя как отважный солдат, в народе его просто называли по имени «Адольф».
В начале 1942 года итальянцы оказали помощь четникам, организовав мятеж среди партизан. В марте 1942 года один из взводов третьей роты 2-го кордунского партизанского отряда сдался четникам и выдал отряд. Четники разбили третью роту и захватили в плен командира отряда Роберта Домани, политического комиссара Бранко Латаса, командира роты Стево Чутуррило и политического комиссара третьей роты Адольфа Штайнбергера. 3 марта ночью все захваченные были казнены, а тела были спрятаны в пещере Балинка длиной 380 м близ Личкой-Есеницы.